# George Howard (ebraista)
George Eulan Howard (Holdenville, 3 giugno 1935 – Athens, 21 novembre 2018) è stato un ebraista statunitense, noto per la sua pubblicazione di una vecchia edizione in ebraico del vangelo di Matteo.

## Biografia
È professore emerito nel dipartimento di Religione dell'Università della Georgia. Dal 1984 al 1999 è stato direttore del dipartimento..
Howard ha conseguito la laurea triennale al David Lipscomb College (Nashville) nel 1957, un master in teologia alla Harding Graduate School (Memphis) nel 1961 e un dottorato di ricerca all'Hebrew Union College nel 1964. Ha insegnato per la prima volta al David Lipscomb College (dal 1964 come professore assistente per la religione, 1967 Professore associato) prima di trasferirsi all'Università della Georgia nel 1968 come professore assistente dei classici. Qui è stato nominato Professore Associato per la Religione nel 1972 e Professore (ordinario) nel 1978.
E' stato autore di due ipotesi controverse. La prima suppone che la prima redazione dei vangeli contenesse il tetragramma biblico, IHWH, al posto del titolo Kyrios (= "Il Signore"), testimoniato da tutti i manoscritti del Nuovo Testamento.
La seconda riguarda il testo ebraico del vangelo di Matteo,  completo ma frammisto a commenti polemici, che è contenuto nel XII capitolo del trattato anti-cristiano La pietra di paragone, scritto del XIV secolo (1380-85) da Shem-Tob ben Isaac ibn Shaprut, un medico ebreo vissuto in Aragona. Howard affermò che esso conterrebbe parti originali di un antico vangelo perduto. Altri studiosi, fra cui William Horbury, professore di "Jewish and Early Christian Studies" all'università di Cambridge, hanno respinto questa ipotesi e affermano che il testo di Shem-Tob sarebbe soltanto una traduzione rabbinica di una versione latina medievale del vangelo di Matteo.

## Opere
- Kaige Readings in Josephus, Textus 8 (1973) p. 45-54,
- The Tetragram and the New Testament  Journal of Biblical Literature Vol. 96, No. 1 (Mar., 1977), pp. 63–83.
- The Name of God in the New Testament, Biblical Archeology Review Vol. 4 No. 1 March 1978.[8]
- Paul: Crisis in Galatia: A Study in Early Christian Theology, Society for New Testament Studies Monograph Series 35, 1979, revised digital edition:2004.
- "Tetragrammaton in the New Testament". The Anchor Bible Dictionary, Volume 6, Edited by David Noel Freedman  Anchor Bible: New York. 1992  ISBN 978-0385261906
- The Gospel of Matthew according to a Primitive Hebrew Text, Macon, GA: Mercer University Press, 1987.[9]
- Hebrew Gospel of Matthew article in Eerdmans Dictionary of the Bible 2000 p. 874
- Hebrew Gospel of Matthew, Mercer University Press, Jul 1, 2005